# Terminal Colón

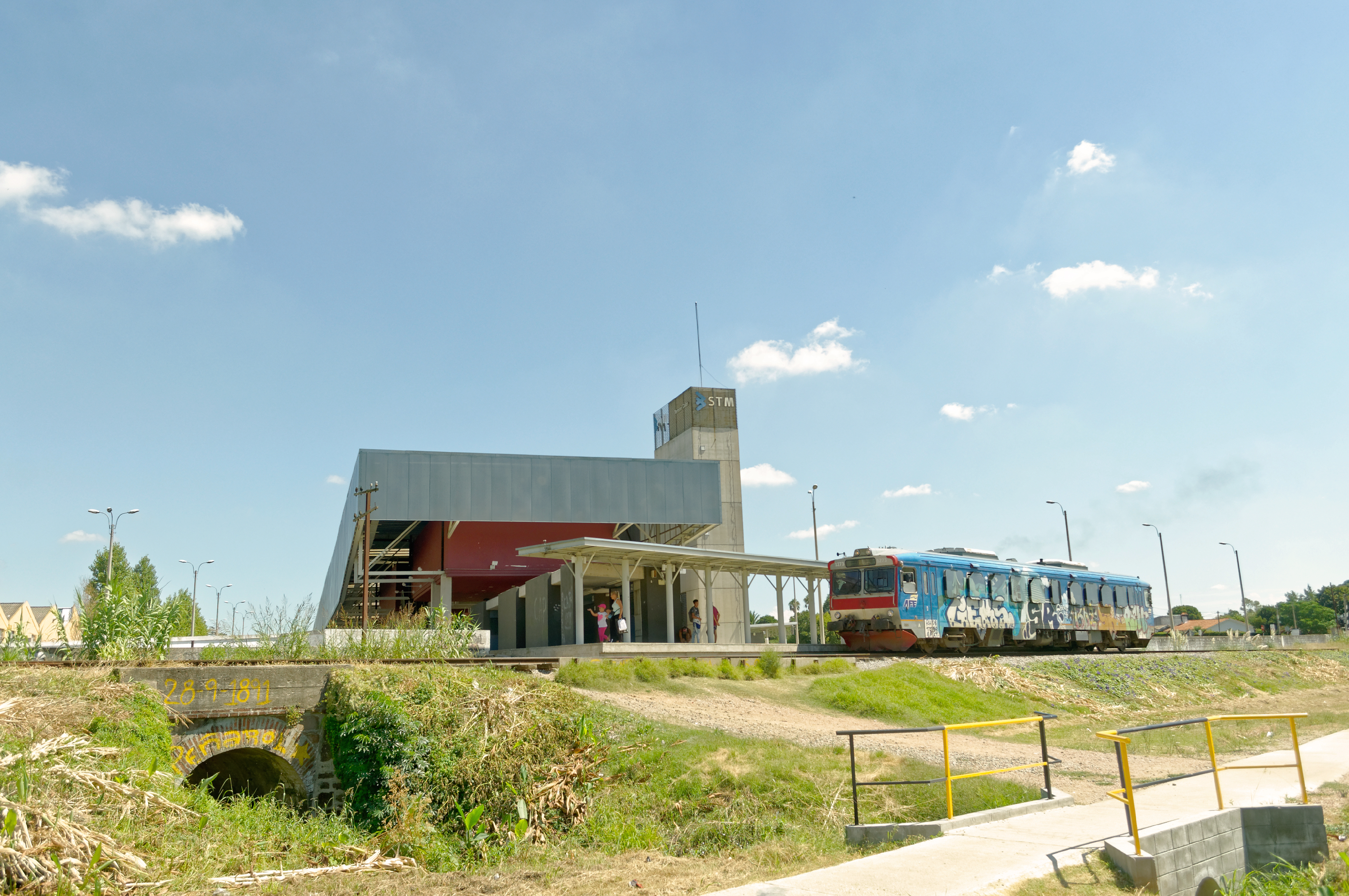
Blick auf Terminal Colon (2018)

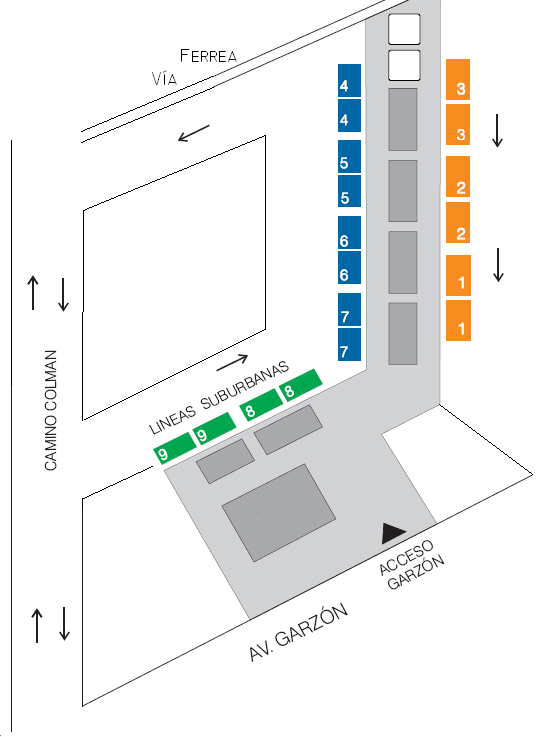
Schema Terminal Colón (oben ist Osten)

Terminal Colón ist ein Verkehrsknotenpunkt im Barrio Colón der uruguayischen Hauptstadt Montevideo. Die Bedeutung für den Öffentlicher Personennahverkehr im Norden Montevideos ergibt sich aus der Kombination eines Busbahnhofes mit einem Haltepunkt. Terminal Colón liegt 800 m vom Plaza Vidiella, dem zentralen Platz des Stadtviertels, entfernt.

## Busbahnhof
Der Busbahnhof ist eine der fünf Terminales (moderne Umsteigehaltestellen) des Sistema de Transporte Metropolitano (STM, Nahverkehrssystem der Region Montevideo). Er wurde 2010 bis 2012 errichtet. Hier kann zwischen Fern-, Regional- und Stadtbus umgestiegen werden.

## Haltepunkt
Der Haltepunkt Terminal Colón liegt an der Bahnstrecke Montevideo–Paso de los Toros und verfügt seit 2024 über zwei Außenbahnsteige. Es ist die letzte Bahnstation auf Hauptstadtgebiet.

## Sonstiges
Das zweistöckige Empfangsgebäude des Busbahnhofs ist mit Kiosken, Informationsstellen und Toiletten ausgestattet. Auf dem Gelände befinden sich P+R-Parkplätze, Fahrradstellplätze und Taxistände. Platz für Erweiterungen ist vorgesehen.